# Dialoog (literair genre)
De dialoog (Grieks  διάλογος, gesprek) was in de literatuur van Grieken en Romeinen een geliefde literaire vorm, die niet alleen toepassing vond in verschillende literaire genres (epos, lyriek, drama, historiografie, diatribe) maar sinds de 5e eeuw v.Chr. ook uitgegroeid is tot een zelfstandig literair genre, nl. de gestileerde weergave in proza van een al dan niet gefingeerd gesprek over een onderwerp van beschouwelijke, meestal wijsgerige aard. 

## Voorgeschiedenis
Hoewel als voorlopers van de dialoog in engere zin beschouwd kunnen worden:
- het gesprek tussen Croesus en Solon bij Herodotus (I, 30-32),
- de dialoog tussen Atheners en Meliërs bij Thucydides (V, 94-113)
- het gesprek tussen Deugd en Ondeugd in Prodicus’ verhandeling over Herakles op de tweesprong (Xenophon, Memorabilia II, 1, 21-34),

vindt het genre zijn eigenlijke oorsprong in de gesprekken die Socrates met zijn leerlingen voerde. Dezen hielden de herinnering aan hun bezielende meester levend door die gesprekken in een literaire vorm te boek te stellen.

## De dialoog in engere zin
De voornaamste schepper van de dialoog is Plato, bij wie het genre al meteen een hoogtepunt bereikte. Plato’s tijdgenoten Aeschines van Sphettus, Antisthenes, Phaedo van Elis en Xenophon leverden belangrijke bijdragen aan de ontwikkeling van de literaire dialoog.
Ook Aristoteles, die de dialoog als afzonderlijk genre erkent (Poëtica I, 1447b11), gebruikt de dialoogvorm voor zijn exoterische geschriften, waarvan wij slechts fragmenten bezitten. Hij vond hierin navolging bij de filosofen Theophrastus, Dicaearchus en Heraclides Ponticus.

## Hellenisme en Romeinse periode
In de Hellenistische periode werd de dialoog als literair genre nog weinig beoefend, maar het kwam tot nieuwe bloei door Marcus Tullius Cicero die de dialoogvorm in Rome erkenning deed vinden. Cicero’s dialogen worden, mogelijk naar het voorbeeld van Aristoteles, gekenmerkt door het overheersen van lange, betogende monologen, waardoor de levendigheid van het spel van vraag en antwoord, die Plato’s dialogen zo aantrekkelijk maakt, ontbreekt. 
Verwant met de Ciceroniaanse dialoogvorm is Tacitus’ Dialogus de Oratoribus. Seneca’s zogenaamde Dialogi behoren daarentegen tot het genre der diatribe.
De Griekse literatuur beleefde een laatste renaissance van de dialoog op het einde van de 1e en tijdens de 2e eeuw met de werken van Plutarchus, Lucianus en Athenaeus. De laatste belangrijke vertegenwoordiger van de antieke, niet-christelijke dialoog was Macrobius.

## Vroeg-christelijke periode
De christelijke dialoogliteratuur begint met Justinus’ Dialogus cum Tryphone (Dialoog met Tryphon) en vindt vervolgens haar hoogtepunten in Minucius Felix’ Octavius en Augustinus’ De beata vita (Over het gelukkige leven), De Ordine (Over de orde) en Contra Academicos (Tegen de Academici), die de neerslag vormen van tijdens de voorbereiding op zijn doopsel gevoerde gesprekken. Aanvankelijk vindt men in de christelijke literatuur niet zo veel voorbeelden van het genre, maar sinds de 4e eeuw werd het op verschillende gebieden frequenter gebruikt: apologetiek, (christelijke) filosofische literatuur, polemiek, latere fictieve martelaarsliteratuur, monachale geschriften. Vaak overheerste hier het voorbeeld van Plato, maar daarnaast waren er zeker andere invloeden werkzaam: de vorm van de apophtegmata (= aforismen) bij de monniken, de protocolvorm van de martelaarsakten, gesprekken die werkelijk hebben plaatsgevonden, de vorming in de catechetenscholen.

De auteurs van de christelijke dialogen kwamen in de eerste vier eeuwen voornamelijk uit het milieu van de filosofen- en retorenscholen. Er drong in de christelijke dialoog een heterogeen element binnen, nl. dat de waarheid reeds van tevoren gegeven is in de openbaring en niet tot stand moet komen door dialogeren, argumenteren en wederzijdse instemming. Dit gegeven had zijn invloed op de vorm: de verhandeling ging in mindere of meerdere mate het dialoog-element verdringen. Slechts in de zogenaamde Cassiciacum-dialogen van Augustinus vinden we nog een duidelijk voorbeeld van het socratische zoeken naar de waarheid.

## Nawerking
De dialoog als literair genre kwam ook voor tijdens de latere middeleeuwen, beleefde een nieuwe bloei tijdens de renaissance met Petrarca, Erasmus, von Hutten, en Giordano Bruno, en werd ook in de 18e en 19e eeuw nog graag gebruikt, o.a. door Fénelon, Wieland, Lessing en Herder.

## Bibliografische referentie
- R. Wildbolz, Der philosophische Dialog als literarisches Kunstwerk, Bern, 1952
- M. Ruch, Le préambule dans les œuvres philosophiques de Cicéron. Essai sur la génèse et l’art du dialogue, Parijs, 1958
- M. Hoffmann, Der Dialog bei den christlichen Schriftstellern der ersten vier Jahrhunderte, Berlijn, 1966
- H. van Gorp, R. Ghesquiere en D. Delabastita,  art. ‘Dialoog’, in Lexicon van literaire termen, Antwerpen: Wolters Plantijn, 1998, p. 116-117 [met bibliografische verwijzing bij dit artikel]